# Questione di Mosul

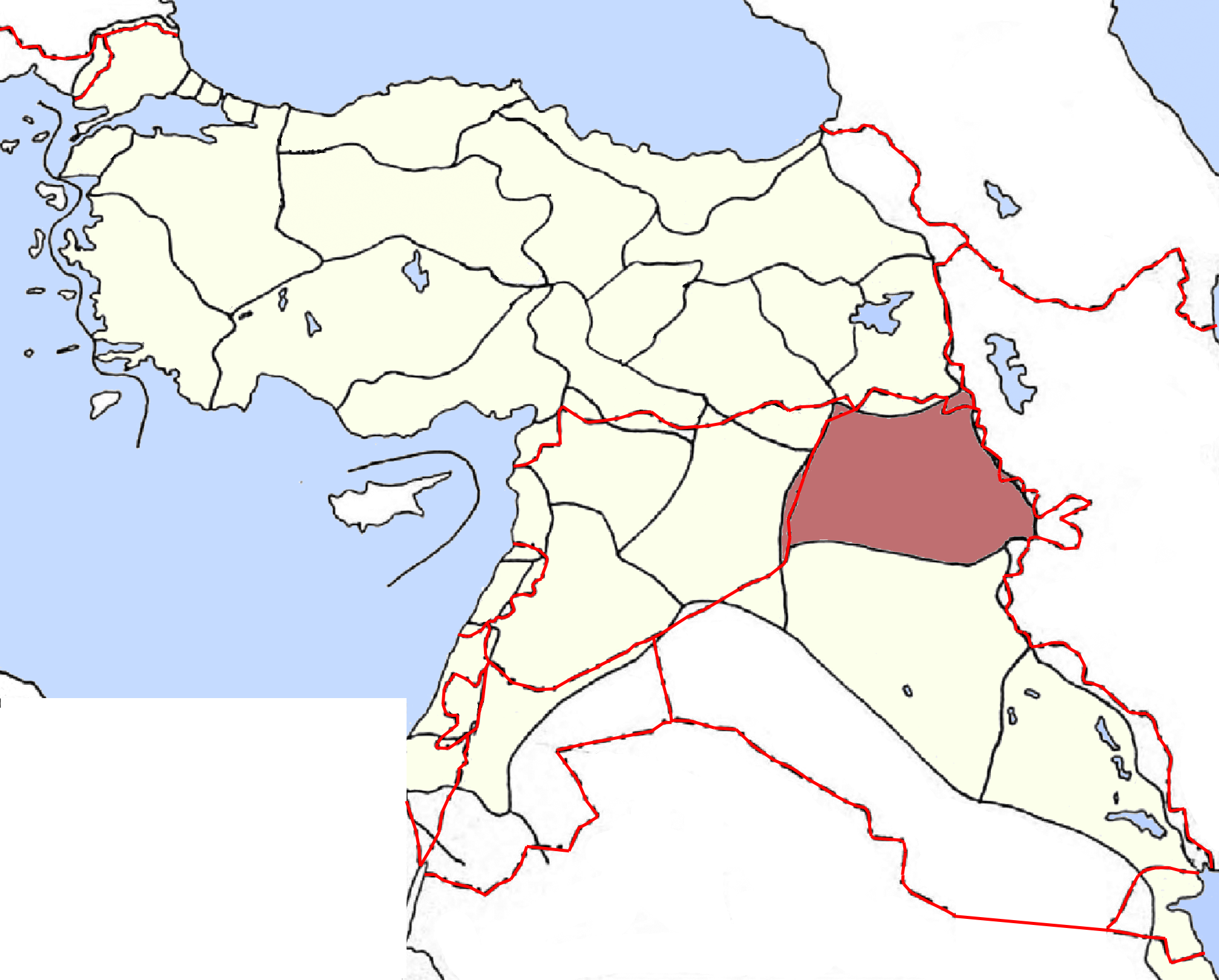
Il vilayet di Mosul nel 1914, con i confini moderni sovrapposti

La questione di Mosul fu una disputa territoriale all'inizio del XX secolo tra la Turchia e il Regno Unito (poi Iraq) sul possesso dell'ex territorio ottomano del Vilayet di Mossul.
Il Vilayet di Mossul fece parte dell'Impero ottomano fino alla fine della prima guerra mondiale, quando fu occupato dalla Gran Bretagna. Dopo la guerra d'indipendenza turca, la nuova Repubblica di Turchia considerava Mosul una delle questioni cruciali determinate dal Patto nazionale. Nonostante la costante resistenza, la Gran Bretagna riuscì a portare la questione nell'arena internazionale, riducendola a un problema di frontiera tra Turchia e Iraq.
Il Consiglio della Società delle Nazioni nominò una commissione investigativa che raccomandò all'Iraq di mantenere Mosul, e la Turchia acconsentì con riluttanza alla decisione firmando il Trattato di frontiera del 1926 con il governo iracheno. L'Iraq accettò di concedere alla Turchia una royalty del 10% sui giacimenti di petrolio di Mosul per 25 anni.

## Storia

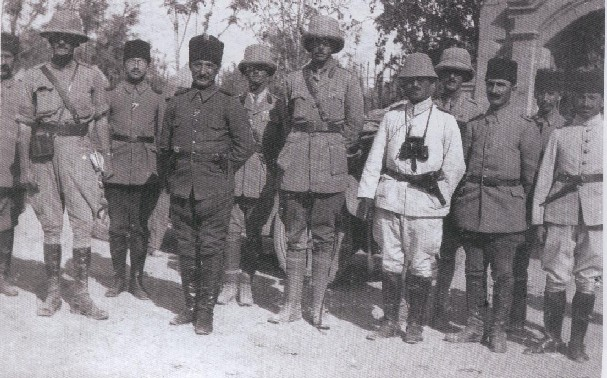
I funzionari inglesi e ottomani si incontrano nel nord dell'Iraq nel novembre 1918

Verso la fine della prima guerra mondiale, il 30 ottobre 1918, il debilitato Impero ottomano e il Regno Unito firmarono l'armistizio di Mudros. L'accordo prevedeva la cessazione effettiva delle ostilità dal 31 ottobre 1918. Per gli inglesi, "era molto desiderabile che Mosul fosse occupata dalle forze britanniche e che il generale Marshall inviasse un distaccamento a Mosul per accettare la resa della guarnigione turca". Dopo i negoziati con Ali Ihsan Pasha, il comandante turco locale, e le comunicazioni tra Londra e il governo ottomano, in cui gli inglesi giustificavano la loro intenzione in riferimento alla clausola 7 dell'accordo, nonché la loro intenzione di procedere in ogni caso, fu ordinato al comandante locale di ritirarsi e gli inglesi occuparono Mosul il 10 novembre 1918.
Nell'agosto 1920 fu firmato il Trattato di Sèvres per porre fine alla guerra, ma gli ottomani contestarono ancora il diritto britannico su Mosul come preso illegalmente, dopo Mudros. Anche dopo la firma del Trattato di Losanna tra Turchia e Gran Bretagna nel 1923, la Turchia sostenne che la Gran Bretagna stesse controllando illegalmente il Vilatet di Mosul. I funzionari britannici a Londra e Baghdad continuarono a ritenere che Mosul fosse un imperativo per la sopravvivenza dell'Iraq a causa delle sue risorse e della sicurezza del suo confine montuoso. I leader turchi temevano anche che il nazionalismo curdo potesse prosperare sotto il mandato britannico e creare problemi con la popolazione curda in Turchia.
Al fine di raggiungere una risoluzione sulle affermazioni conflittuali su Mosul, la Società delle Nazioni fu chiamata a inviare una commissione conoscitiva per determinare il legittimo titolare. La commissione realizzò un'indagine sulla regione e riferì che la Turchia non aveva alcun diritto su Mosul, che apparteneva agli inglesi e che nessun altro aveva alcun diritto legittimo sull'area. La Gran Bretagna era molto influente nella Società delle Nazioni. Il Segretario del Gabinetto di Guerra, Maurice Hankey, aveva già deciso, prima che il lavoro della commissione fosse completato, che i britannici dovessero avere il controllo dell'intera area a causa delle loro preoccupazioni petrolifere per la Royal Navy.
Poiché anche la Gran Bretagna voleva placare la rabbia turca per la decisione della Società delle Nazioni, concesse loro una parte dei profitti petroliferi. Avendo il controllo del petrolio e della Iraq Petroleum Company, gli inglesi mantennero il controllo delle risorse di Mosul anche se avevano restituito il controllo politico a Faysal.
Un'altra area di contesa tra Gran Bretagna e Turchia era l'effettiva linea di confine. Vi erano due linee: la cosiddetta "Linea di Bruxelles" che era stata decisa dalla Società delle Nazioni come il vero confine dell'Iraq e una linea britannica che era la linea di divisione che la Gran Bretagna aveva utilizzato come riferimento in passato. Quando ciò fu sollevato dai leader britannici, sia Percy Cox, l'Alto Commissario britannico dell'Iraq, sia Arnold Wilson, il commissario civile britannico a Baghdad, esortarono Lloyd George, l'allora Primo Ministro, a utilizzare la linea di Bruxelles perché non pensavano che ci fosse una grande differenza tra le due linee di confine.

## Altri ricorrenti

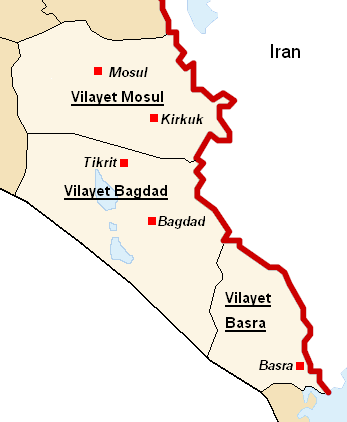
Vilayet dell'Iraq ottomano.

### Regno dell'Iraq
Il Vilayet di Mosul non era solo conteso da potenze estere come Gran Bretagna e Turchia. Anche Faysal ibn Husayn, il sovrano hashemita che era diventato il re del nuovo stato dell'Iraq creato dagli inglesi nel 1921, rivendicò il Vilayet di Mosul come suo.
Prima della decisione della Società delle Nazioni, Faysal aveva continuamente chiesto al governo britannico di concedergli il controllo di Mosul in modo che potesse riuscire nel suo obiettivo di unificazione. Alla fine, dopo la decisione della Società delle Nazioni, gli inglesi accettarono di lasciare che Faysal avesse il controllo su Mosul in cambio di importanti concessioni di risorse. Gli inglesi fondarono la Turkish Petroleum Company che in seguito chiamarono Iraq Petroleum Company (IPC).

### Curdi
Un altro gruppo interno che voleva il controllo su Mosul erano i curdi. Erano più della metà della popolazione e avevano combattuto a lungo contro l'integrazione in Iraq perché volevano l'indipendenza. La maggior parte dei curdi non si considerava parte del nuovo paese dell'Iraq. Vari leader curdi radunarono gruppi curdi che avevano già le proprie armi ed erano stati aiutati da diverse potenze imperiali. Inoltre, molti curdi si sentirono traditi dalle promesse fatte dagli inglesi in tempi precedenti e poi non mantenute. Faysal voleva integrarli perché, in quanto a maggioranza sunnita, aveva bisogno dei curdi per bilanciare la popolazione sciita. La Gran Bretagna utilizzò sia la potenza di fuoco curda che il desiderio di Faysal di un Iraq unito per mantenere una stretta su di lui; in seguito l'Iran utilizzò i curdi e la loro potenza di fuoco per mantenere i disordini in Iraq durante il regno di Khomeini. I curdi non volevano essere integrati in Iraq ma sostennero la continuazione del mandato britannico nell'area.

## Demografia
Il vilayet aveva una popolazione di lingua araba, una numerosa popolazione di lingua siriaca e una popolazione di lingua curda, e, in contrasto con i vicini, era molto più direttamente integrato nell'impero ottomano. Per quanto riguarda le comunità religiose, era prevalentemente sunnita con importanti comunità di cristiani assiri, turcomanni, curdi ed ebrei con una popolazione totale di circa 800.000 persone all'inizio del XX secolo. Queste comunità e i loro rispettivi leader furono pesantemente influenzati dalla gerarchia politica, dalle reti commerciali e dal sistema giudiziario dell'Impero ottomano, anche se si consideravano separati e non completamente controllati dall'impero.

## Risorse economiche

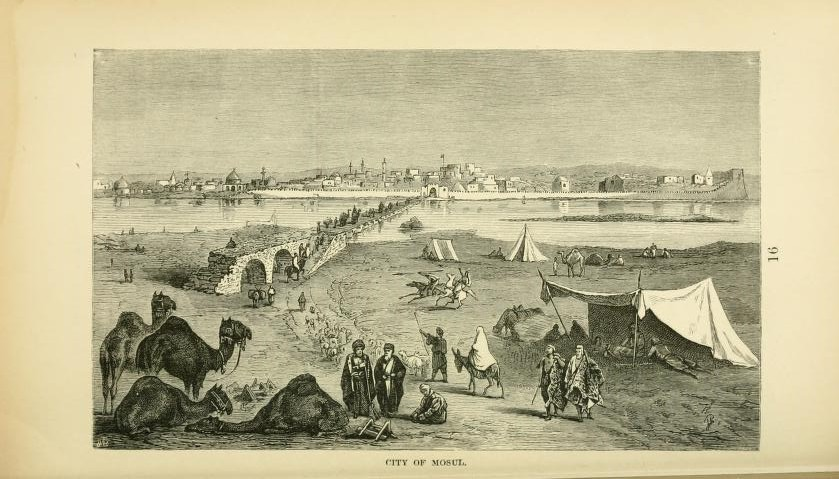
Uno schizzo del 1876 di Mosul

Durante il periodo del dominio ottomano, il vilayet di Mosul era coinvolto nella produzione di pregiati articoli in cotone. Il petrolio era una merce conosciuta nella regione e divenne di fondamentale importanza durante la prima guerra mondiale, come lo è tutt'oggi. Mosul era considerata una capitale commerciale dell'Impero ottomano per la sua posizione lungo le rotte commerciali verso l'India e il Mediterraneo; inoltre era considerata una sub-capitale politica.

## Politica locale
La leadership era costantemente afflitta da accuse di corruzione e incompetenza e i leader venivano sostituiti con una regolarità allarmante. Inoltre, a causa di questi problemi, l'amministrazione di Mosul era affidata al Palazzo e ai notabili favoriti, dove le carriere dell'alto funzionario erano solitamente determinate da questioni tribali all'interno dei loro stati.